# Gnomon (oblika)
Gnomon je v geometriji ravninska oblika, ki jo dobimo tako, da odstranimo podoben paralelogram iz kota večjega paralelograma.  

## Izgradnja figurativnih števil
Figurativna števila so povezana s Pitagorejsko geometrijo. Pitagora je prvi pričel delati z njimi. Ta števila lahko generiramo iz gnomona. Gnomon je del, ki ga moramo dodati figurativnim številom, da  jih pretvorimo v naslednjega večjega. Za pretvorbo iz kvadrata velikosti n v kvadrat velikosti n + 1 dodamo na koncu vsake vrstice še eno vrstico,  na koncu vsakega stolpca še en stolpec in enico v kot. To pomeni dodajanje 2n + 1 elementov. Zgled: za pretvorbo 7-kvadrata v 8-kvadrat  moramo dodati 15  elementov. 
Zgled:gnomon kvadratnega števila je neparno število. Ima splošno obliko 2n + 1 (n = 1,2,3,...)
Tako za kvadrat za 8 daje  gnomon z obliko: 
| 8 | 8 | 8 | 8 | 8 | 8 | 8 | 8 |
| 8 | 7 | 7 | 7 | 7 | 7 | 7 | 7 |
| 8 | 7 | 6 | 6 | 6 | 6 | 6 | 6 |
| 8 | 7 | 6 | 5 | 5 | 5 | 5 | 5 |
| 8 | 7 | 6 | 5 | 4 | 4 | 4 | 4 |
| 8 | 7 | 6 | 5 | 4 | 3 | 3 | 3 |
| 8 | 7 | 6 | 5 | 4 | 3 | 2 | 2 |
| 8 | 7 | 6 | 5 | 4 | 3 | 2 | 1 |